# Валверде (Алесандрија)
Валверде је насеље у Италији у округу Алесандрија, региону Пијемонт.
Према процени из 2011. у насељу је живело 276 становника. Насеље се налази на надморској висини од 134 м.